# Carex brassii
Carex brassii är en halvgräsart som beskrevs av Ernest Nelmes. Carex brassii ingår i släktet starrar, och familjen halvgräs.
Artens utbredningsområde är Malawi. Inga underarter finns listade i Catalogue of Life.